# Pyoro
Pyoro est un jeu vidéo d'adresse jouable dans WarioWare, Inc.: Mega Party Game$! et WarioWare: Touched! en le débloquant, puis sorti sur Nintendo DSi le 3 avril 2009 en Europe. Il est téléchargeable sur le DSiWare au prix de 200 Nintendo Points.

## Système de jeu
Deux modes de jeu sont disponibles : Pyoro et Pyoro 2 déblocable après.
À l'écran titre, on entend la même musique que dans Papier volant.

### Pyoro
Le joueur incarne Pyoro, un petit oiseau rouge qui doit avaler avec sa langue extensible des haricots tombant du ciel. Si l'un d'entre eux tombe par terre, il cassera une partie du sol qui empêchera Pyoro de passer. Des haricots spéciaux l'aideront à reconstruire des morceaux de sol. Si un haricot touche Pyoro, la partie est finie. Plus le joueur marque de points, plus la partie est rapide. Pendant le jeu, le temps change aussi, il commence alors à faire nuit. On compte les points en fonction de la hauteur à laquelle Pyoro attrape les haricots. Les points vont de 10 (plus bas) à 1000 (plus haut), dans l'ordre 10, 50, 100, 300, 1000.

### Pyoro 2
Si le joueur atteint 10 000 points dans Pyoro, il débloque Pyoro 2 qui met en scène un nouveau Pyoro. Cette fois-ci, l'oiseau est jaune avec une plume qui dépasse de la tête. Le gameplay change un peu :
Au lieu de manger les haricots qui tombent, Pyoro doit cracher des pépins dessus pour qu'ils éclatent. Cette fois, les points sont comptés par rapport au nombre de graines touchées en même temps. Une graine donne 50 points, deux graines donnent 100 points, etc.

## Les haricots
Ce sont bien des haricots, du fait que le nom américain de Pyoro est Bird & Beans (L'oiseau et les haricots en anglais).
Il y existe trois types de haricots:
- Les verts (Plus ils sont attrapés de haut plus ils valent de points)
- Les rouges et blancs (Si le joueur en attrape un, un ange ira reconstruire un trou avec un petit bloc)
- Les multicolores (Une dizaine d'anges apporteront des blocs, et tous les autres haricots à l'écran exploseront)

## Équipe de développement
- Programmeurs : Ken Kato, Ryusuke Niitani
- Design : Kyohei Seki
- Directeur : Hiroshi Momose
- Conception du jeu : Kazuyoshi Osawa
- Localisation européenne : Gregory Golinski, Sylvain Gsell
- Coordination de localisation : William Romick
- Gestion de projet : Kimiko Nakamichi
- Producteur : Teruki Murakawa
- Producteur exécutif : Satoru Iwata